# 235. Infanterie-Division (Deutsches Kaiserreich)
Die 235. Infanterie-Division war ein Großverband des deutschen Heeres im Ersten Weltkrieg.

## Geschichte
Die Division wurde am 16. Januar 1917 zusammengestellt und Kriegsverlauf ausschließlich an der Westfront eingesetzt und dort am 10. August 1918 aufgelöst.

### Gefechtskalender

#### 1917
- 16. März bis 20. Juni – Kämpfe vor der Siegfriedstellung
- 21. Juni bis 23. Juli – Kämpfe in der Siegfriedstellung
- 27. Juli bis 2. August – Schlacht in Flandern
- 03. August bis 23. Oktober – Stellungskämpfe am Chemin des Dames
- 24. Oktober bis 2. November – Nachhutkämpfe an und südlich der Ailette
- ab 3. November – Stellungskämpfe nördlich der Ailette

#### 1918
- bis 9. Februar – Stellungskämpfe nördlich der Ailette
- 09. Februar bis 20. April – Stellungskämpfe im Oberelsass
  - 09. bis 18. April – Schlacht bei Armentières
- 20. bis 30. April – Stellungskämpfe in Flandern und Artois
- 01. bis 13. Mai – Stellungskämpfe in Flandern und Artois
- 15. Mai bis 8. Juni – Stellungskämpfe auf den Maashöhen bei Lamorville-Spada und St. Mihiel
- 19. Juni bis 8. August – Stellungskämpfe zwischen Maas und Mosel, auf den Maashöhen südöstlich Verdun
- 10. August – Auflösung der Division

## Gliederung

### Kriegsgliederung 1918
- 235. Infanterie-Brigade
  - Infanterie-Regiment Nr. 454
  - Infanterie-Regiment Nr. 455
  - Infanterie-Regiment Nr. 456
  - 5. Eskadron/Dragoner-Regiment „König Karl I. von Rumänien“ (1. Hannoversches) Nr. 9
- Artillerie-Kommandeur Nr. 235
  - Feldartillerie-Regiment „von Peucker“ (1. Schlesisches) Nr. 6
- Pionier-Bataillon Nr. 235
- Divisions-Nachrichten-Kommandeur Nr. 235

## Kommandeure
| Dienstgrad      | Name               | Datum                                 |
| --------------- | ------------------ | ------------------------------------- |
| Generalleutnant | Konrad Zietlow     | 16. Januar bis 27. April 1917         |
| Generalmajor    | Lothar von Wurmb   | 28. April bis 15. August 1917         |
| Generalmajor    | Edwin von Treschow | 16. August 1917 bis 4. September 1918 |